# Schefflera chandrasekharanii
Schefflera chandrasekharanii är en araliaväxtart som beskrevs av Ramam. och Rajan. Schefflera chandrasekharanii ingår i släktet Schefflera och familjen araliaväxter. Inga underarter finns listade.